# Älgöfjärden
Älgöfjärden är en fjärd som omger öarna Stora och Lilla Älgön i Värmdö kommun i Stockholms skärgård. 
Enligt definition som används av VISS omfattar havsområdet Älgöfjärden allt vatten mellan Värmdölandet och Vindö-Djurö, alltså även sunden Vindöström  och Simpströmmen liksom Saltaröströmmen och Tranvikströmmen.
Älgöfjärden korsas av farleden Vindöström - Simpströmmen - Stavsnäs som går öster om Älgöarna.